# Gozdowo (Powiat Sierpecki)
Gozdowo ist ein Dorf und Sitz der gleichnamigen Gemeinde im Powiat Sierpecki der Woiwodschaft Masowien, Polen.

## Gemeinde
Zur Landgemeinde Gozdowo gehören 31 Ortschaften:
Antoniewo
Białuty
Bombalice
Bonisław (dt.: Gutenberg (1943–1945))
Bronoszewice
Cetlin
Czachorowo
Dzięgielewo
Głuchowo
Golejewo
Gozdowo
Kolczyn
Kowalewo-Boguszyce
Kowalewo Podborne
Kowalewo-Skorupki
Kozice-Smorzewo
Kuniewo
Kurówko
Lelice
Łysakowo
Miodusy
Ostrowy
Reczewo
Rempin
Rękawczyn
Rogienice
Rogieniczki
Rycharcice
Węgrzynowo
Zakrzewko
Zbójno
Weitere Orte der Gemeinde sind Czachówko, Gnaciki, Kuskowo, Kolczyn-Wrzosy, Wilkowo und Zbójno-Budy.